# Allocricellius massonianae
Allocricellius massonianae är en stekelart som beskrevs av Yang 1996. Allocricellius massonianae ingår i släktet Allocricellius och familjen puppglanssteklar. Inga underarter finns listade i Catalogue of Life.